# Lipták Pál (könyvtáros)
Lipták Pál (Békéscsaba, 1922. április 14. – 2007. február 21.) Kossuth-díjas könyvtárigazgató, festőművész, könyvkiadó és műgyűjtő.

## Élete
A békéscsabai evangélikus Rudolf Reálgimnáziumban érettségizett, majd festészeti tanulmányokat folytatott a helyi képzőművészeti szabad iskolákban Sass Árpád, Jankay Tibor, Miklós István, Vasas Károly és Mokos József irányítása, szellemi hatása mellett.
A békéscsabai körzeti könyvtár (1949), majd a Békés Megyei Könyvtár igazgatója (1950-1985). Még nyugdíjas korában is sokat festett és aktív részvevője és szervezője volt a képzőművészeti kiállításoknak.

## Munkássága

### Festői munkássága

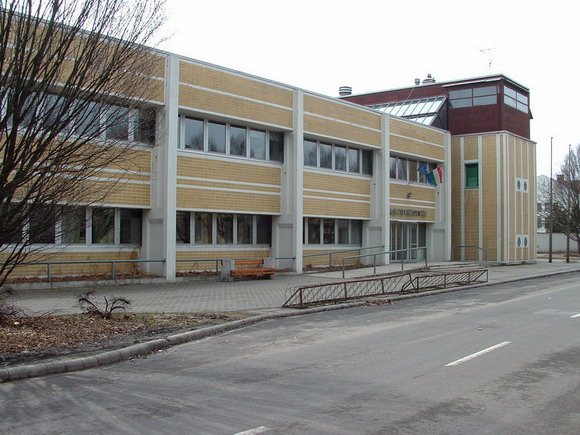
Békés Megyei Könyvtár

Lényegében autodidakta festő volt, de nem iskolázottság nélkül, művészetének alakulását önművelő tapasztalatai mellett a békéscsabai szabadiskola és Békéscsaba képzőművészeti hagyományvilága (Jakuba János) egyaránt befolyásolta. Kezdeti olajfestési kísérletei után végleg a matt felületeket adó temperafestés mellett döntött.
Az 1950-es években festett a bajai, a hódmezővásárhelyi és a mártélyi művésztelepeken. A vásárhelyi iskolához és festői szemléletmódhoz személyes, baráti kapcsolatok, Kohán György, Németh József révén is kötődött. Művészete az Alföld igézetében, a körösi táj inspiráló közegében fogant. A kisváros poézisét, jellemző életszilánkjait is megragadni tudó expresszív hangoltságú festészetében táj- és városkép, csendélet és figurális kompozíciók egyaránt előfordultak. Rajzok, illusztrációk (rajzos olvasónapló) mellett használati tárgyak és plasztikai értékű elemek vegyítéséből sajátos szobor-féleségeket, kvázi-szobrokat, szellemes jelegyütteseket hozott létre.
Kezdeti expresszív, figurális festészete később absztrakt expresszióba fordult. A szociálisan érzékeny témáktól a filozofikus nonfiguratív ábrázolásig jutott el.
1952 óta volt kiállító művész. Számos vidéki városban és a fővárosban is szerepelt egyéni és csoportos tárlatokon, rendszeres kiállító művésze volt a hódmezővásárhelyi Őszi Tárlatoknak. A békéscsabai Munkácsy Mihály Múzeum, a hódmezővásárhelyi Tornyai János Múzeum és a békéscsabai Békés Megyei Könyvtár őriz tőle képzőművészeti alkotásokat.

#### Emlékkiállítás
A békéscsabai Jankay Gyűjtemény és Kortárs Galéria rendezett emlékkiállítást tiszteletére 2008-ban.

### Könyvkiadói munkássága
Könyvkiadóként – a könyvek formáját, tipográfiáját is mindig maga tervezte – jelentős sorozatokat tett közzé (Poesis Hungarica I., II. Hasonmás kiadványok, Grafica Hungarica I-X., 1979–1987).

### Könyvtárosi munkássága
Nevéhez fűződik a Békés Megyei Könyvtár új épületének megteremtése (1972-1985), könyvtári képzőművészeti kiállítások rendszeres rendezése, grafikák, rajzok olvasók részére történő kölcsönzése (artotéka). Létrehozta a megyei könyvtár jelentős 20. századi rajzgyűjteményét. Saját népművészeti (textil-, kerámia-, bútor-), kézirat- és könyvgyűjteménye a régió egyik legjelentősebb magánkollekciója.

## Díjai
- Kossuth-díj (1954, Békés  megye   területén levő  könyvtárak  munkájának  eredményes fejlesztéséért.)
- Szabó Ervin-emlékérem (1972)